# Jorge Méndez Garza
Jorge Méndez Garza (1953 - 2010) fue un director y actor de teatro mexicano.

## Biografía
Nació en el año 1953, el 15 de noviembre, en Torreón, Coahuila. Ha sido uno de los impulsores del arte en la Laguna. Dirigió, actuó y participó en los diseños de producción en más de setenta puestas en escena. Inició estudios de teatro en la Facultad de Filosofía y Letras de la UNAM dentro de la Lic. en Literatura Dramática y Teatro en 1975 con los maestros Enrique Ruelas, Néstor López, Armando Partida y Marcela Ruiz. Posteriormente participó en cursos, asesorías y seminarios con Walddeen, Francisco Beverido, Germán Castillo, Ludwik Margules y Luis de Tavira. Conformó talleres de entrenamiento actoral y realizado montajes con grupos independientes e institucionales (UAAAN, Casa de la Cultura, UAC, Grupo La Estufa, Agrupación Teatral La División del Norte y Grupo Estable del Teatro Isauro Martínez, entre otros).
Con la Unidad Regional de Culturas Populares ha desarrollado diversos proyectos de investigación sobre memoria histórica, Teatro Popular Urbano y ha participado en la organización del Encuentro Regional de Teatro que este año llega a su edición XX.
También Colaboró para la Fundación de la Asociación Coahuilense de Teatro A. C. Y la presidió durante el periodo 1993-1994.
Ha actuado en las Muestras Nacionales de Teatro de 1983 y 1993 con La Dama Meona y Pareja Abierta.
Dirigió el Taller de Teatro Universitario del Departamento de Difusión Cultural UA de C desde 1987 hasta 2O1O.
Fue miembro de la Asociación Internacional de Teatro Amateur I.T.I.-UNESCO.
Becario del Fondo Estatal para la Cultura y las Artes en las categorías de Creadores con Trayectoria (1994), Estímulos a la Creación Artística (2000 y 2002) con los montajes “SANTISIMA” de S. Magaña; “NIÑITA QUERIDA” de V. Piñera y Esperando a Godot de Samuel Beckett respectivamente.
Realizó el Diplomado en Dirección Teatral en el Centro de Formación Teatral Casa del Teatro A. C., (San Cayetano, Edo. de México 2001-2002) con los siguientes maestros: Raúl Quintanilla, Morris Savariego, Rogelio Luévano, Luis Rivero, José Caballero, bajo la Dirección General de Luis de Tavira.
Méndez Garza falleció a los 57 años el 26 de febrero del año 2010.

## Teatro de cámara "Jorge Méndez"
El teatro de cámara "Jorge Méndez" fue inaugurado el 17 de octubre de 2013 en las instalaciones del teatro del centro cultural José R. Mijares, develando la placa ante la presencia de compañeros artistas, actores, directores de escena, promotores culturales y público en general que lo acompañaron en su trayectoria artística y de vida. Del 17 de octubre al 15 de noviembre se realizaron una serie de eventos teatrales y artísticos para enmarcar el nombramiento de este teatro de cámara que ha cobijado a un sinfín de montajes, talleres y conferencias.
Fueron quince eventos los que conformaron este homenaje con obras de teatro, una exposición de artes visuales y un taller de actuación impartido por el director cubano Édgar Estaco. El homenaje terminó el 15 de noviembre con un montaje ensamble con fragmentos de obras dirigidas por Jorge Méndez y que estuvo bajo la dirección del teatrista Arturo Vázquez.
El teatro, debido a sus dimensiones de nueve metros por seis, se presta a obras minimalistas que no requieren de muchos aditamentos para la puesta en escena, dando espacio desde a colectivos independientes teatrales hasta bandas musicales locales para presentar sus espectáculos.